# Ivan Stambolić

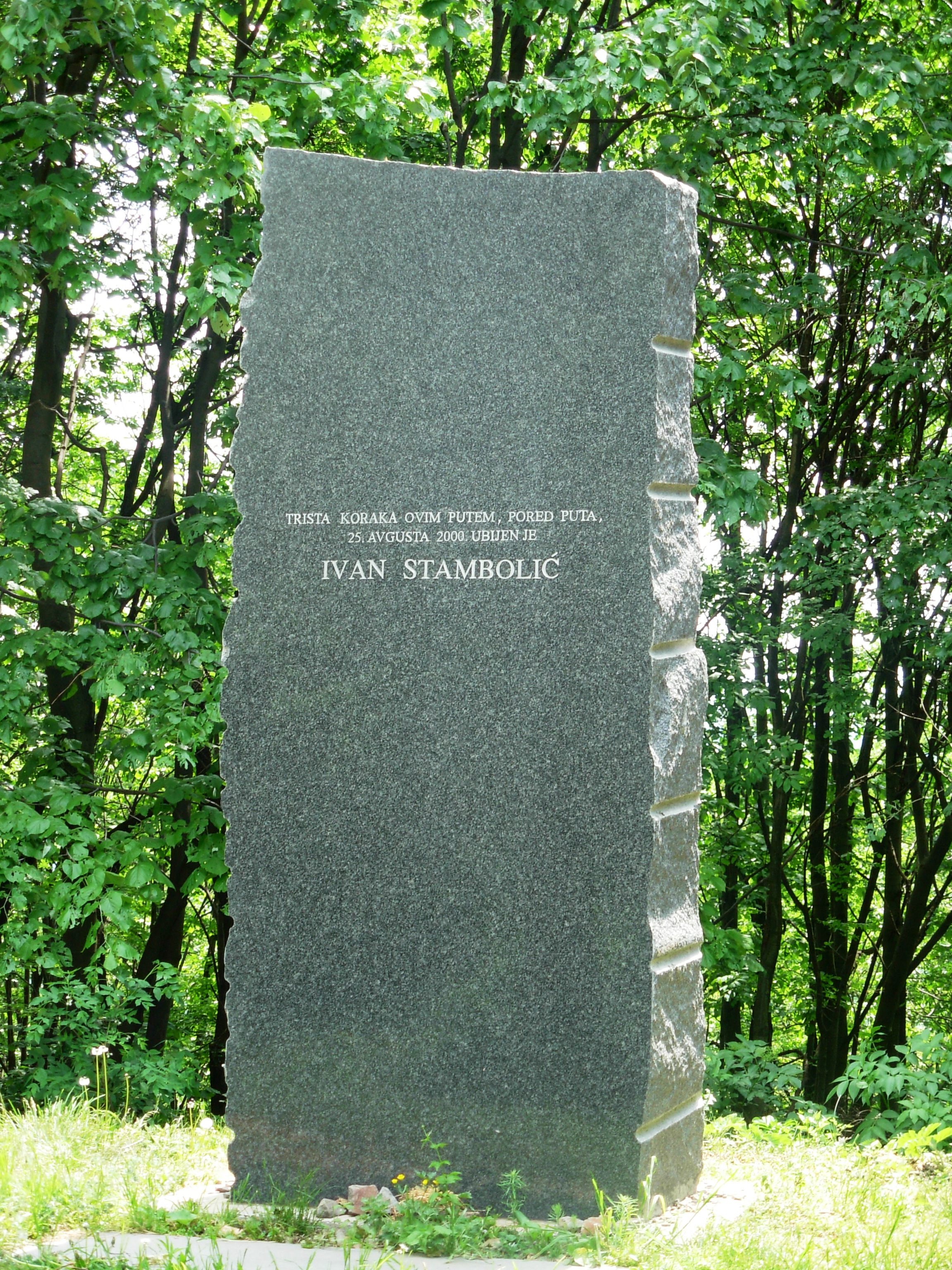
Graf van Stambolić

Ivan Stambolić (Servisch: Иван Стамболић) (Brezova bij Ivanjica, 5 november 1936 - Belgrado?, ca. 25 augustus 2000) was partijleider en president van Servië.

## Politieke carrière
Hij groeide op in een communistisch gezin. Zijn drie broers werden door de ouders naar de universiteit gestuurd, maar Ivan werd opgeleid als metaalbewerker waarna hij in de Rakovica Motor Company ging werken. Naast zijn werk ging hij echter toch nog studeren. Hij studeerde rechten aan de Universiteit van Belgrado, en ontmoette daar Slobodan Milošević. Milošević zou Stambolić op de voet volgen in zijn politieke en maatschappelijke carrière.
Na zijn afstuderen werd Stambolić directeur van het bedrijf Tehnogas in Belgrado. Toen Stambolić in 1975 zijn functie bij Tehnogas opzegde omdat hij minister-president van Servië werd, vulde Milosević de vacature van directeur. In 1982 werd Stambolić partijvoorzitter in Belgrado, en in 1984 werd hij partijvoorzitter van Servië. Milosević, die inmiddels directeur was van de Beogradske Banka (de Bank van Belgrado) kreeg bij die gelegenheid weer de vacature die door het vertrek van Stambolić was ontstaan, en hij werd partijvoorzitter in Belgrado ondanks het feit dat oudere en meer ervaren mensen belangstelling hadden voor die post. 
In januari 1986 werd Stambolić president van Servië. Alweer liet hij een vacante plaats achter, en alweer werd Milosević zijn opvolger door het grote vertrouwen dat Stambolić hem gaf. Milosević werd op zijn beurt opgevolgd door Dragisa Pavlović.
Milosević wist in de communistische partij een hem welgezinde groep om zich heen te verzamelen die ageerde tegen de leidende groep van Stambolić en Pavlović. In het voorjaar van 1987 wist deze splinterfractie van Milosević een ogenschijnlijk onschuldig incident op te blazen tot een groot conflict met Pavlović. Het gevolg was een politiek gevecht dat eindigde met de openbare politieke liquidatie van Pavlović op 23 en 24 september 1987, uitgezonden door de nationale televisie. Stambolić bleef nog enkele maanden president maar als gevolg van de grote druk die door de media en door de maatschappij werden uitgeoefend, werd hij tot aftreden gedwongen. 
Stambolić verdween vervolgens van het Servische politieke toneel. Kort daarna overleed zijn dochter in het verkeer. Milosević woonde de begrafenis bij. De echtgenote van Stambolić weigerde hem de hand te schudden, en bij die gelegenheid werd duidelijk dat de lange vriendschap tussen de twee mannen voorgoed bekoeld was.

## Na de politiek
Na zijn aftreden als president werd Stambolić directeur van de Joegoslavische Bank voor Internationale Economische Samenwerking (JUBMES). Deze bank was opgericht door 182 bedrijven uit heel Joegoslavië, met als doel het toetreden tot buitenlandse markten de bevorderen. De bank verminderde haar activiteiten toen in Joegoslavië de burgeroorlog uitbrak. In die periode was haar voornaamste doel het bewaren van haar kapitaal.
In 1997 nam de federale regering de bank over. Miodrag Zecević werd aangesteld als nieuwe directeur.

## Stambolićin Sarajevo
Twee jaar eerder, in april 1995 was Stambolić voor het eerst weer in het openbaar verschenen. Een groep intellectuelen uit Belgrado organiseerden een bezoek van drie dagen door 50 prominente intellectuelen aan Sarajevo, dat toen nog belegerd werd. Ivan Stambolić was een van de deelnemers aan deze reis, en hij bracht een donatie van de bank mee in de vorm van medicijnen voor Sarajevo. Na jaren van stilte gaf hij in Sarajevo zijn eerste interview voor de camera’s van meer dan dertig internationale televisiestations. Zijn toon was afwijkend van de toon die destijds meestal door politici uit Belgrado gebezigd werd. In Belgrado werd de hele groep gebrandmerkt als “verraders die naar Sarajevo gingen om te buigen voor Alija Izetbegović". Met Stambolić werd de spot gedreven in de officiële Servische media.

## De moord op Stambolić
In de aanloop van de verkiezingen in Servië van september 2000 leek het er op dat Stambolić weer wilde terugkeren in de politieke arena. Maar op 25 augustus 2000 kwam Ivan Stambolić niet meer thuis na zijn dagelijkse rondje joggen in het Kosutnjak-park in Belgrado. Na een zoektocht door zijn familie in het park werd zijn vermissing aangegeven bij de politie.
Pas in 2003 werd zijn stoffelijk overschot gevonden, in een kalkmijn in Noord-Servië. Ivan Stambolic was in zijn hoofd geschoten en vervolgens in de mijn begraven. Verondersteld wordt dat het ging om een politieke moord, waarbij Milosević en zijn echtgenote Mirjana Marković een rol hebben gespeeld. Beiden hadden altijd welke betrokkenheid daarin dan ook stellig ontkend.
- Gemeinsame Normdatei: 119424525
- International Standard Name Identifier: 0000 0000 9043 9236
- Library of Congress Control Number: n80103367
- National Archives and Records Administration: 17357849
- Nationale Bibliotheek van Tsjechië: jx20060725001
- Nederlandse Thesaurus van Auteursnamen: 170835626
- SNAC: w6cd7270
- Système universitaire de documentation: 075102757
- Virtual International Authority File: 2876740
- WorldCat: E39PBJbRq8h43pxcBdp7JWDwmd